# ۴۲۴ (پیش از میلاد)
۴۲۴ (پیش از میلاد) ۴۲۴مین سال قبل از تقویم میلادی است.